# Gabriel Alexis Desbats
 (septembre 2024).
Gabriel Alexis Desbats est un haut-fonctionnaire français.

## Biographie
Gabriel Alexis Desbats est docteur en droit, lauréat de la faculté de droit de Bordeaux.

## Distinctions
- Officier de l'Instruction publique
- Chevalier de l'ordre du Mérite agricole
- médaille de vermeil des épidémies
- Commandeur de l'ordre du Dragon d'Annam.
- Commandeur de l'ordre du Nichan Iftikhar
- Chevalier de l'ordre du Cambodge
- Officier de l'ordre du Libérateur de Vénézuela
- Officier de l'ordre royal de Saint-Jacques de l’Épée

## Publications
- Droit romain : le Sénatusconsulte macédonien. Droit français : le Budget municipal, Bordeaux, Impr. de Vve Cadoret, 1894, 440 p., in-8o
- Le Budget municipal, Berger-Levrault et Cie, 1895, 446 p.